# Station Ore
Ore is een spoorwegstation van National Rail in Hastings in Engeland. Het station is eigendom van Network Rail en wordt beheerd door Southern. Het station is geopend in 1888.